# Német labdarúgó-bajnokság (harmadosztály)
A 3. Liga a német labdarúgó-bajnokság harmadosztálya, melyben 20 csapat vesz részt. A német bajnoki rendszerben a liga közvetlen a Bundesliga 2-t követő szinten helyezkedik el. Első szezon a 2008-09-es szezonban indult, miután felváltotta a Regionalligat. A Német Labdarúgó-liga (németül: Deutsche Fußball Liga, DFL) működteti jelenleg.

## 3. Liga felosztása
A 2007-08-as szezon végén, a két legjobb nem tartalék csapat jutott fel a Bundesliga 2-be a Regionalliga két csoportjából. A 3. helytől a 10-ig a 3. Liga-hoz csatlakoztak a másik 4 csapat kiesett.
2008. május 18-án a Bundesliga 2 alapító csapatai közül 4-en is a 3. Ligába kerültek: Kickers Offenbach, FC Erzgebirge Aue, SC Paderborn 07 és FC Carl Zeiss Jena.
A Bundesliga 2-ből kiesett csapatok:
- VfR Aalen
- FC Erzgebirge Aue

Az előző idényben részt vevő 14 csapat:
- Holstein Kiel
- Stuttgarter Kickers
- Chemnitzer FC
- Dynamo Dresden
- Energie Cottbus
- Preußen Münster
- SV Wehen Wiesbaden
- Hallescher FC
- VfL Osnabrück
- FC Rot-Weiß Erfurt
- VfB Stuttgart II
- Fortuna Köln
- Sonnenhof Großaspach
- Mainz 05 II
- Hansa Rostock

A Regionalligából feljutott csapatok:
- Werder Bremen II
- 1. FC Magdeburg
- Würzburger Kickers

## Eddigi bajnokok
| Szezon  | Bajnok                 | Ezüstérmes         | Bronzérmes             | Tabella |
| 2008–09 | 1. FC Union Berlin     | Fortuna Düsseldorf | SC Paderborn 07        | Tabella |
| 2009–10 | VfL Osnabrück          | FC Erzgebirge Aue  | FC Ingolstadt 04       | Tabella |
| 2010–11 | Eintracht Braunschweig | Hansa Rostock      | Dynamo Dresden         | Tabella |
| 2011–12 | SV Sandhausen          | VfR Aalen          | Jahn Regensburg        | Tabella |
| 2012–13 | Karlsruher SC          | Arminia Bielefeld  | VfL Osnabrück          | Tabella |
| 2013–14 | 1. FC Heidenheim       | RB Leipzig         | SV Darmstadt 98        | Tabella |
| 2014–15 | Arminia Bielefeld      | MSV Duisburg       | Holstein Kiel          | Tabella |
| 2015–16 | Dynamo Dresden         | Erzgebirge Aue     | Würzburger Kickers     | Tabella |
| 2016–17 | MSV Duisburg           | Holstein Kiel      | Jahn Regensburg        | Tabella |
| 2017–18 | 1. FC Magdeburg        | SC Paderborn       | Karlsruher SC          | Tabella |
| 2018–19 | VfL Osnabrück          | Karlsruher SC      | Wehen Wiesbaden        | Tabella |
| 2019–20 | Bayern München II      | Würzburger Kickers | Eintracht Braunschweig | Tabella |
| 2020–21 | Dynamo Dresden         | Hansa Rostock      | FC Ingolstadt          | Tabella |

- A félkövér feljutást jelöli a Bundesliga 2-be..

## Gólkirályok
| Szezon  | Játékos                        | Gólok | Klub                                    |
| 2008–09 | Anton Fink                     | 21    | SpVgg Unterhaching                      |
| 2009–10 | Régis Dorn                     | 22    | SV Sandhausen                           |
| 2010–11 | Dominick Kumbela Patrick Mayer | 19    | Eintracht Braunschweig 1. FC Heidenheim |
| 2011–12 | Marcel Reichwein               | 17    | Rot-Weiß Erfurt                         |
| 2012–13 | Anton Fink Fabian Klos         | 20    | Chemnitzer FC Arminia Bielefeld         |
| 2013–14 | Dominik Stroh-Engel            | 27    | SV Darmstadt 98                         |
| 2014–15 | Fabian Klos                    | 23    | Arminia Bielefeld                       |
| 2015–16 | Justin Eilers                  | 23    | Dynamo Dresden                          |
| 2016–17 | Christian Beck                 | 17    | 1. FC Magdeburg                         |
| 2017–18 | Manuel Schäffler               | 22    | Wehen Wiesbaden                         |
| 2018–19 | Marvin Pourié                  | 22    | Karlsruher SC                           |
| 2019–20 | Kwasi Okyere Wriedt            | 24    | Bayern München II                       |
| 2020–21 | Sascha Mölders                 | 22    | TSV 1860 München                        |

## Rekordok

### A bajnokságban legtöbbször szerepelt játékosok

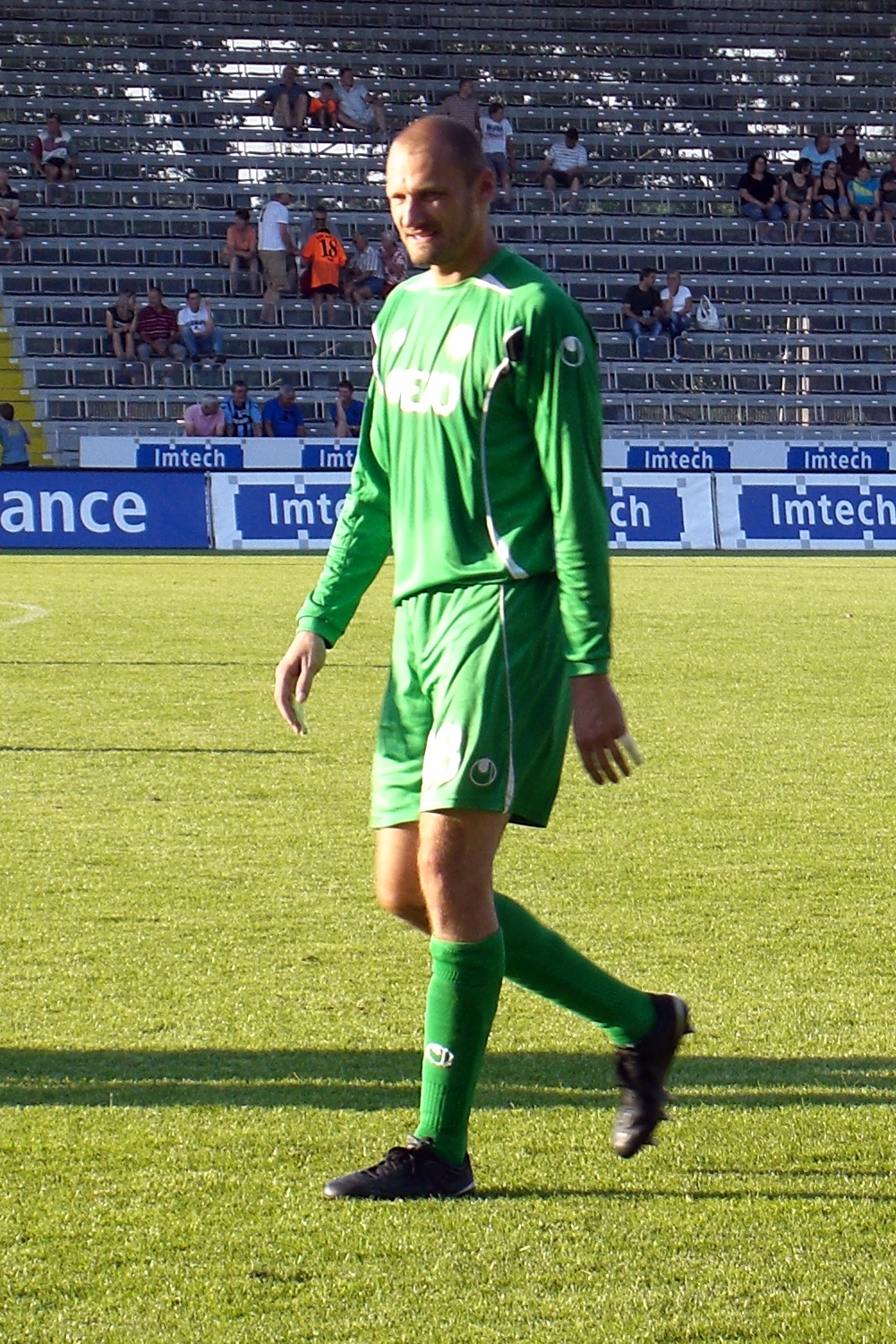
Robert Wulnikowski, a bajnokságban a legtöbbször szerepelt játékos

| #  | Név            | Klubjai | Mérk. |
| -- | -------------- | --- | ----- |
| 1  | Robert Müller  | FC Carl Zeiss Jena, Holstein Kiel, Hansa Rostock, SV Wehen Wiesbaden, VfR Aalen, KFC Uerdingen 05, Energie Cottbus, SpVgg Unterhaching | 347   |
| 2  | Tim Danneberg  | Eintracht Braunschweig, SV Sandhausen, Holstein Kiel, Chemnitzer FC, VfL Osnabrück                                                     | 332   |
| 3  | Alf Mintzel    | SV Sandhausen, SV Wehen Wiesbaden | 325   |
| 4  | Anton Fink     | SpVgg Unterhaching, VfR Aalen, Chemnitzer FC, Karlsruher SC                                                                            | 324   |
| 5  | Thomas Geyer   | VfB Stuttgart II, SV Wehen Wiesbaden, VfR Aalen                                                                                        | 306   |
| 6  | Julian Leist   | Stuttgarter Kickers, FC Bayern München II, SG Sonnenhof Großaspach                                                                     | 288   |
| 7  | David Pisot    | VfB Stuttgart II, FC Ingolstadt 04, VfL Osnabrück, Karlsruher SC                                                                       | 287   |
| 8  | Markus Kolke   | SV Wehen Wiesbaden, Hansa Rostock | 286   |
| 8  | Marcus Piossek | Sportfreunde Lotte, Borussia Dortmund II, SC Paderborn 07, VfL Osnabrück, Rot Weiss Ahlen, Preußen Münster                             | 286   |
| 10 | David Blacha   | Hansa Rostock, Rot Weiss Ahlen, VfL Osnabrück, SV Wehen Wiesbaden, SV Sandhausen, SV Meppen                                            | 279   |

### A bajnokságban legtöbb gólt szerző játékosok
| #  | Név                 | Klubjai | Gól |
| -- | ------------------- | --- | --- |
| 1  | Anton Fink          | SpVgg Unterhaching, VfR Aalen, Chemnitzer FC, Karlsruher SC                                                                | 136 |
| 2  | Zlatko Janjić       | SV Wehen Wiesbaden, MSV Duisburg, SG Sonnenhof Großaspach, SC Verl                                                         | 81  |
| 3  | Marcel Ziemer       | SV Wehen Wiesbaden, 1. FC Saarbrücken, Hansa Rostock                                                                       | 74  |
| 4  | Dominik Stroh-Engel | SV Wehen Wiesbaden, SV Babelsberg 03, SV Darmstadt 98, Karlsruher SC, SpVgg Unterhaching                                   | 69  |
| 5  | Soufian Benyamina   | FC Carl Zeiss Jena, VfB Stuttgart II, Preußen Münster, SV Wehen Wiesbaden, Hansa Rostock, VfB Lübeck, Viktoria 1889 Berlin | 67  |
| 6  | Adriano Grimaldi    | SV Sandhausen, VfL Osnabrück, Preußen Münster, TSV 1860 München, KFC Uerdingen 05, 1. FC Saarbrücken                       | 66  |
| 6  | Marc Schnatterer    | 1. FC Heidenheim, SV Waldhof Mannheim                                                                                      | 66  |
| 8  | Manuel Schäffler    | Holstein Kiel, SV Wehen Wiesbaden                                                                                          | 64  |
| 9  | Christian Beck      | 1. FC Magdeburg | 62  |
| 10 | Ronny König         | Chemnitzer FC, FSV Zwickau                                                                                                 | 60  |

## Egyéb rekordok
- A legtöbb pontot szerzett eddig az SV Wehen Wiesbaden a 2019-20-s szezon végéig 549 pontot.
- A legjobb szezont a 3. Ligában az Eintracht Braunschweig érte el a 2010/11-es szezonban, 85 pont, 26 győzelem, 7 döntetlen és 5 vereség.
- A legtöbb lőtt gól egy szezonban Dominik Stroh-Engel szerezte a SV Darmstadt 98 játékosaként (27 gól a 2013/14-es szezonban).
- A legtöbb lőtt gól egy szezonban SC Paderborn 07 (90 gól a 2017/18-as szezonban).
- A legkevesebb kapott gól egy szezonban FC Erzgebirge Aue (21 gól a 2015/16-os szezonban).
- A legtöbb gól (4) egy mérkőzésen Salvatore Amirante, Marcel Reichwein, Marcel Ziemer, Timmy Thiele, Michele Rizzi és Manuel Schäffler.
- A legnagyobb győzelem 2010. augusztus 11-én az FC Carl Zeiss Jena-FC Saarbrücken 0-7-re végződő mérkőzése, valamint 2018. november 4-én rendezett SV Wehen Wiesbaden–Fortuna Köln találkozó.
- A legtöbb gól egy mérkőzésen 2008/09-es szezon 35. fordulójában a Eintracht Braunschweig-Fortuna Düsseldorf 5-5-re végződő mérkőzése.
- A leggyorsabb gól egy mérkőzésen Daniel Frahn szerezte az RB Leipzig színeiben a VfB Stuttgart II ellen a 9. fordulóban a 2013/14-es szezonban 9 másodperc alatt.
- A legtöbb néző 2009. május 23-án 50 095 látogató fordult meg a Fortuna Düsseldorf-Werder Bremen II mérkőzésén.
- A leghosszabb győzelmi sorozat Karlsruher SC (10 mérkőzés, 2012. szeptember 12. – december 15.) és az 1. FC Magdeburg (a 29-38. forduló között a 2017-18-as szezonban.)
- A legmagasabb átlagnézőszám a szezonban az SG Dynamo Dresden a 2015/16-os szezonban, átlagosan 27 532 néző.[2]